# Columnea consanguinea
Columnea consanguinea är en tvåhjärtbladig växtart som beskrevs av Johannes von Hanstein. Columnea consanguinea ingår i släktet Columnea och familjen Gesneriaceae.

## Underarter
Arten delas in i följande underarter:
- C. c. adpressa
- C. c. consanguinea
- C. c. darienensis

## Bildgalleri

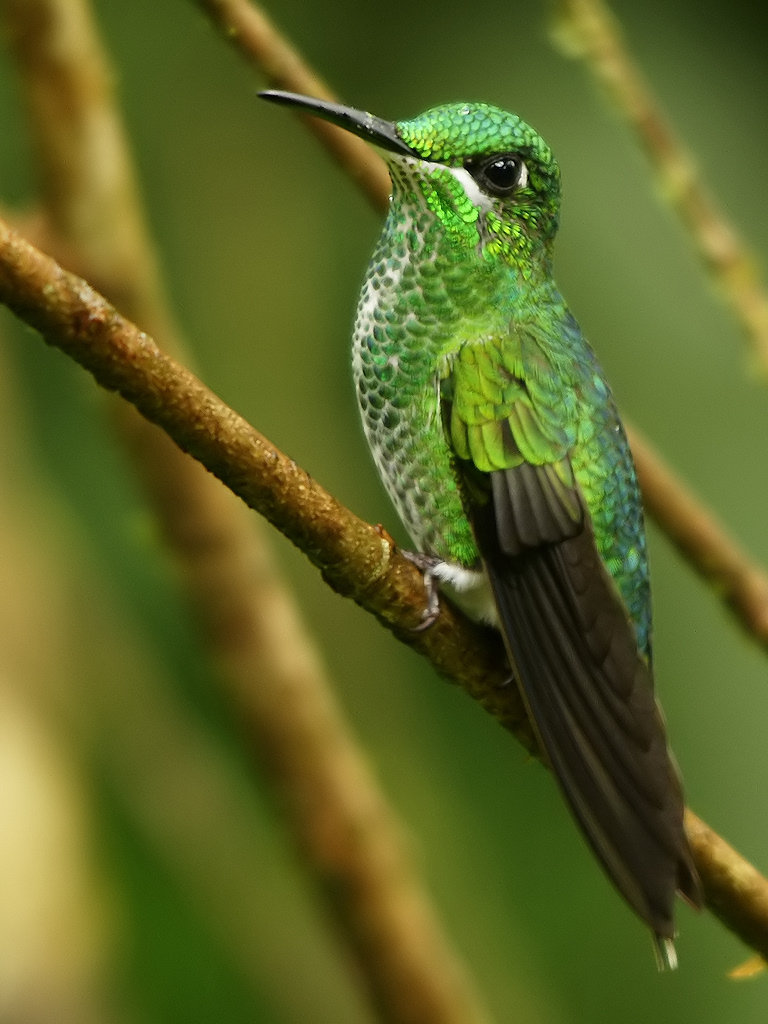